# Bas-Folin
Le Bas-Folin qui culmine à 832 m fait partie du massif du Morvan, en Bourgogne-Franche-Comté, France. Il est accompagné par le point culminant du Morvan, le Haut-Folin qui culmine à 901 m.